# Тъскалуса
Вижте пояснителната страница за други значения на Тъскалуса.
Тъскалу̀са (на английски: Tuscaloosa, [ˌtʌskəˈluːsə]) е град в югоизточната част на Съединените американски щати, административен център на окръг Тъскалуса в щата Алабама. Населението му е около 100 000 души (2020).
Разположен е на 68 метра надморска височина в Югоизточните равнини, на брега на река Блек Уориър и на 80 километра югозападно от Бирмингам. Градът е основан през 1819 година на мястото на по-ранно селище на народа мускоги и получава името на неговия вожд Тъскалуса, а през 1826 – 1846 година е столица на Алабама. Днес в града се намира Алабамския университет, както и автомобилен завод на „Мерцедес-Бенц“.

## Известни личности
Родени в Тъскалуса
- Робърт Ван де Грааф (1901 – 1967), физик
- Дионтей Уайлдър (р. 1985), боксьор
- Дайна Уошингтън (1924 – 1963), певица